# 王顺妃 (明宪宗)
莊靖順妃，亦稱為王順妃（1448年4月22日—1495年1月9日），名𣎴詳，蘇州府崑山縣人。南京留守前衛小旗王信之女，原任錦衣衛百戶王敏之姐。明朝明憲宗朱見深之妃，生皇長女仁和公主。

## 生平
綜合《憲廟莊靖順妃壙志》:34及《明實錄》等史料的記載，王順妃是蘇州府崑山縣人，父親為南京留守前衛小旗王信，並有一弟王敏為原任錦衣衛百戶。正統十三年二月二十日（1448年4月22日），王氏出生，母親為管氏。天順四年五月十二日（1460年5月31日），王氏被選入內庭，「自幼恪循姆教，及事憲宗皇帝，夙夜勤慎，無少愆違」。成化十年八月十五日（1474年9月25日），王氏生皇長女仁和公主。成化十二年十月初八日（1476年10月25日），明憲宗以定西侯蔣琬為正使，禮部尚書兼文淵閣大學士萬安為副使，持節冊封貴妃萬氏為皇貴妃，邵氏為宸妃，王氏為順妃，梁氏為和妃，王氏為昭妃。同年十二月十五日（1476年12月30日），太監黃賜傳奉聖旨，進陞皇貴妃之弟錦衣衛正千戶萬通、副千戶萬達為指揮僉事、正千戶，宸妃之弟邵宗與順妃之弟王敏為正千戶，俱世襲。成化二十三年十月二十二日（1487年11月7日），剛登基的明孝宗朱祐樘降低部分皇親、女戶等的職位，王順妃之弟王敏由錦衣衛正千戶降為百戶。弘治七年十二月十三日（1495年1月9日）亥時，王順妃薨逝，終年四十七歲。明孝宗輟朝三日，命一應禮儀俱依照惠妃郭氏之例辦理，並賜二字謚號「莊靖」，稱王氏為莊靖順妃。弘治八年二月十八日（1495年3月14日），正式安葬王順妃於金山:34。1963年，考古發掘鑲紅旗營妃嬪墓，七位明憲宗妃嬪的墓葬均已被盜，棺槨破碎，屍骨失散。王順妃有墓誌出土，可證其葬於此處:431。